# Lenola
Lenola est une commune de la province de Latina dans le Latium en Italie.

## Administration
| Période                                  | Période  | Identité                 | Étiquette | Qualité |
| ---------------------------------------- | -------- | ------------------------ | --------- | ------- |
| 27 mai 2003                              | En cours | Giambattista De Filippis |           |         |
| Les données manquantes sont à compléter. |          |                          |           |         |

### Hameaux
Camposerianni, Passignano, Valle S.Bernardo, Liverani

### Communes limitrophes
Campodimele, Castro dei Volsci, Fondi, Pastena, Pico (Italie), Vallecorsa

### Personnalités
- Pietro Ingrao
- Leopoldo Savona